# Давид Багишеци
Давид Багишеци (арм. Դավիթ Բաղիշեցի; дата рожд. неизв. — 29 декабря 1673) — армянский историк XVII века.

## Биография
Родился в Битлисе (арм. Багеш, отсюда и имя Багишеци), в 1610-х или начале 1620-х годов. Начальное образование получил у епископа Битлиса Мовсеса (ученика католикоса Акопа Джугаеци). В 1641 году стал приходским священником, в 1647 году получил степень вардапета и дал обет безбрачия, с 1651 года — настоятель монастыря Хндракатар в Битлисе. Занимался переписыванием рукописей. В 1662 году написал хронографический труд, известный как «История Давида Багишеци». В последние годы жизни (по всей видимости с 1664 года) был настоятелем монастыря Аракелоц в Муше. Дважды совершал паломничество в пустынь острова Лим (в 1669 и 1673 годах), где и умер 29 декабря 1673 года во время совместной молитвы с другими паломниками.

## «История Давида Багишеци»
Состоит из двух частей. В первой содержится история Армении, с древнейших времён до 1662 года. Вторая часть является всемирной историей, начинается с библейских историй, затем рассказываются римские и византийские эпохи, и заканчивается захватом Константинополя в 1453 году. Значительная часть истории основана на ранних источниках, из которых некоторые (Гомер, Евсевий Кесарийский, Мовсес Хоренаци, Фавстос Бузанд, Ованес Драсханакертци, Григор Нарекаци, Самуел Анеци, Михаил Сириец, Киракос Гандзакеци) упоминаются автором, другие (Агафангел, Асохик, Ванакан Вардапет, Товма Мецопеци, Киракос Банасер) обнаружены в результате источниковедческого анализа. Событиям своего времени уделено немного места, однако есть важные сведения касающиеся истории Битлиса. Несмотря на относительно позднее написание, часто используется наравне с армянскими источниками XIII—XIV веков для изучения монгольского завоевания Армении.
Отрывки опубликованы в 1888 и в 1912 годах. Полноценное критическое издание вышло в свет в 1956 году.

## Комментарии
1. ↑  Так озаглавлен русский перевод (частичный). Заглавие армянского издания — «Хроника Давида Багишеци». Оригинальное заглавие в рукописях — «Сборник, составленный Давидом Банасером Багишеци на основе [трудов] многих историков народа Яфета и немногих найденных [трудов] историков народов Сима и Хама, и с большим трудом избранный из [сих трудов] лучшее и полезное, несомненно благодаря Господу нашему Христосу.» (арм. «Դաւթի Բանասիրի Բաղիշեցոյ ծաղկաքաղ արարեալ ի բազում պատմագրաց զազգն Ցաբեթի և սուղ ինչ զՍեմայ և զՔամայ ըստոյգ գտակաւ բազում աշխատութեամբ ընտրելով զլաւն և զպիտանին անսխալապէս շնորհօք Քրիստոսի Աստուծոյ մերում»).
2. ↑  К армянским источникам этого периода, рассказывающим о монголах, относятся Киракос Гандзакеци, Вардан Аревелци, Григор Акнерци, Аноним Себастаци, Смбат Спарапет, Самуел Анеци, Мхитар Айриванеци, Нерсес Палианенц, Степанос Епископ, Хетум Патмич, а также мелкие анонимные хроники.